# NFL Network

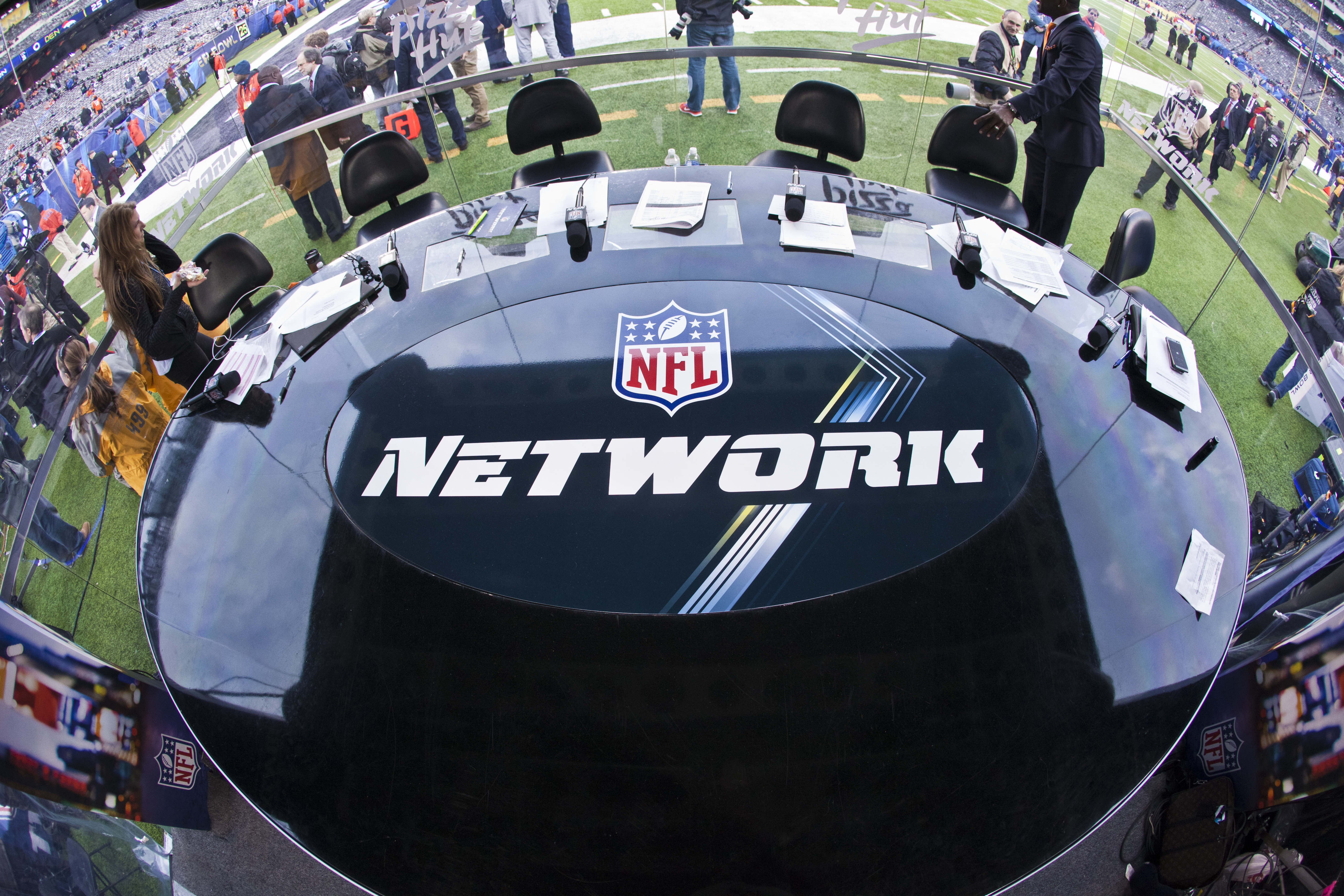
Captura de la transmisión del Super Bowl XLVIII por el canal NFL Network.

NFL Network es un canal de televisión por suscripción estadounidense propiedad de la National Football League, la liga estadounidense de fútbol americano. Fue lanzado el 4 de noviembre de 2003, ocho meses después de que los dueños de los 32 equipos de la liga votaran unánimemente por su formación. La liga invirtió $100 USD millones para empezar las operaciones del canal. 
NFL Films produce comerciales, programas de televisión y realiza filmes para la NFL por lo que es el proveedor clave de la programación de NFL Network, ya que cuenta con más de 4,000 horas de material disponible en su librería. Como consecuencia el canal funciona esencialmente como un comercial de 24 horas para la NFL.
También iniciando en la temporada 2006, el canal empezó a transmitir ocho juegos de temporada regular de la NFL en horario estelar. Como la liga transmite sus propios juegos, ha sido blanco de críticas. El canal también cubre el Draft de la NFL.
Los estudios de NFL Network están en Culver City, California cerca de Los Ángeles.
- Datos: Q1285806
- Multimedia: NFL Network / Q1285806